# Pedro Martínez Casal
Pedro Martínez Casal, nacido en el lugar de Matalobos en Salcedo (Pontevedra) y fallecido en la misma ciudad el 15 de julio e 1926, fue un político gallego.

## Trayectoria
Fue concejal y alcalde de Pontevedra en dos ocasiones (1898-1899 y 1912-1914), presidente del Liceo Casino y de la Sociedad de Socorros Mutuos. Se casó con Soledad Muruais Rodríguez, hermana de Andrés y Jesús Muruais y vivieron en el pazo de los Cru y Montenegro.